# لورانس غونزي
لورانس غونزي (بالإنجليزية: Lawrence Gonzi)‏،  رئيس وزراء مالطا الأسبق، ولد في 1 يوليو 1953 سياسي قومي متقاعد ومحامي، خدم لمدة خمسة وعشرين عاما في مختلف الأدوار الحرجة في السياسة المالطية. وكان غونزي رئيس وزراء مالطة من 2004 إلى 2013، وزعيم الحزب الوطني. كما شغل منصب رئيس مجلس النواب من عام 1988 إلى عام 1996، ووزير السياسة الاجتماعية من عام 1998 إلى عام 2004، وكذلك نائب رئيس الوزراء من عام 1999 إلى عام 2004. خدم في جميع المناصب تقريبا في البرلمان، ويجري أيضا زعيم مجلس النواب، النائب وزعيم المعارضة.

## روابط خارجية
- لورانس غونزي على موقع مونزينجر (الألمانية)